# دفترچه خاطراتی برای جردن
دفترچه خاطراتی برای جردن (به انگلیسی: Journal for Jordan) یک فیلم درام آمریکایی محصول سال ۲۰۲۱، به کارگردانی دنزل واشینگتن با بازی مایکل بی.جردن و شانت آدامز است.

## بازیگران
- مایکل بی.جردن در نقش چارلز مونرو کینگ
- شانت آدامز
- رابرت ویزدم
- جانی ام وو
- جالون مسیحی
- تامارا تیونی[۲][۳][۴]

## تولید
تولید از دسامبر سال ۲۰۲۰، تولید آغاز شده بود. در فوریه ۲۰۲۱، رابرت ویزدم، جانی ام وو و جالون کریستین به جمع بازیگران پیوستند. در مارس ۲۰۲۱، تامارا تونی به جمع بازیگران پیوست.

## داستان
داستان این فیلم برگرفته از زندگی واقعی «دانا کندی» است. «دانا کندی» روزنامه‌نگاری است که برنده جایزه ادبی پولیتزر شده‌است و این فیلم به رابطهٔ عاشقانه‌ای او با گروهبان یکم «چارلرز مونرو کینگ» خواهد پرداخت. زمانی که گروهبان «کینگ» از خانواده‌اش دور بوده و در کشورهای دیگر خدمت می‌کرده‌است، دفتر خاطراتی داشته که در آن نکته‌هایی مهم راجع به زندگی برای پسرش «جردن» می‌نوشته‌است. گروهبان «کینگ» در سال ۲۰۰۶ زمانی که جردن تنها هفت ماه داشته در عراق کشته شده‌است، اما این دفتر خاطرات سرشار از پیام‌های عاشقانه‌ای او برای دانا و جردن است که بعد از مرگ او به دستشان رسیده‌است.